# Aeroportul Stony Rapids
Aeroportul Stony Rapids (IATA: YSF, ICAO: CYSF) este un aeroport din Saskatchewan, Canada.
Situat la o altitudine de 244 m, aeroportul dispune de o singură pistă. Este operat de Ministry of Highways and Infrastructure⁠(d).